# The Institute
Pour les articles homonymes, voir The Institute (série télévisée) et Institute.
Pour plus de détails, voir Fiche technique et Distribution.
The Institute est un film américain réalisé par James Franco et Pamela Romanowsky, sorti en 2017. Il met en vedette James Franco, Tim Blake Nelson, Lori Singer, Pamela Anderson, Josh Duhamel et Eric Roberts. Le film n'est pas sorti en France.

## Synopsis
En 1893 à Baltimore, la jeune Isabel Porter s'introduit dans l'Institut Rosewood, à la suite de la mort subite de ses parents, et subit des expériences extrêmes de lavage de cerveau et de contrôle de l'esprit par l'insidieux Dr Cairn.

## Fiche technique
- Titre original : The Institute
- Réalisation : James Franco et Pamela Romanowsky
- Scénario : Adam Rager et Matt Rager
- Production : Jeff Rice Films, Redwire Pictures, Campbell Grobman Films, Dark Rabbit Productions
- Société de distribution :
- Pays de production :  États-Unis
- Langue : anglais
- Genre : thriller
- Format :
- Durée : 90 minutes
- Dates de sortie :
  - États-Unis : 3 mars 2017
- Classification : interdit aux moins de 12 ans

## Distribution
- Allie Gallerani : Isabel Porter
- James Franco : Dr Cairn
- Tim Blake Nelson : Dr Lemelle
- Lori Singer : madame Werner
- Pamela Anderson : Ann Williams
- Josh Duhamel : détective
- Eric Roberts : Dr Torrington

## Critiques
Le film reçoit d’excellentes critiques,.